# フジアザミ
フジアザミ（富士薊、学名 Cirsium purpuratum）は、キク科アザミ属の多年草である。富士山周辺に多いことから「フジアザミ」と名付けられた。学名（種小名）のpurpuratumは、「紫の」という意味である。

## 特徴
日本産のアザミの中では最も大きな花を咲かせる種類であり、高さは20–100cm、葉は長さ30–70cmに達する。茎の先端に付く頭花の大きさは子供の拳ほど（直径5–10cm）と非常に大きい。
小花は細い筒状花で紅紫色をしており、稀に白花の個体も見られる。総苞片は紫色で、先端は鋭く尖っている。
花期は8–10月。

## 分布
富士山および富士山周辺の山地の山地帯～亜高山帯に分布する。砂礫地や崩壊地周辺で多く見られる。そのため基準標本は富士山のもので、日本の固有種である。

## 近縁種
- シロバナフジアザミ（白花富士薊、学名 Cirsium purpuratum f.

## ギャラリー

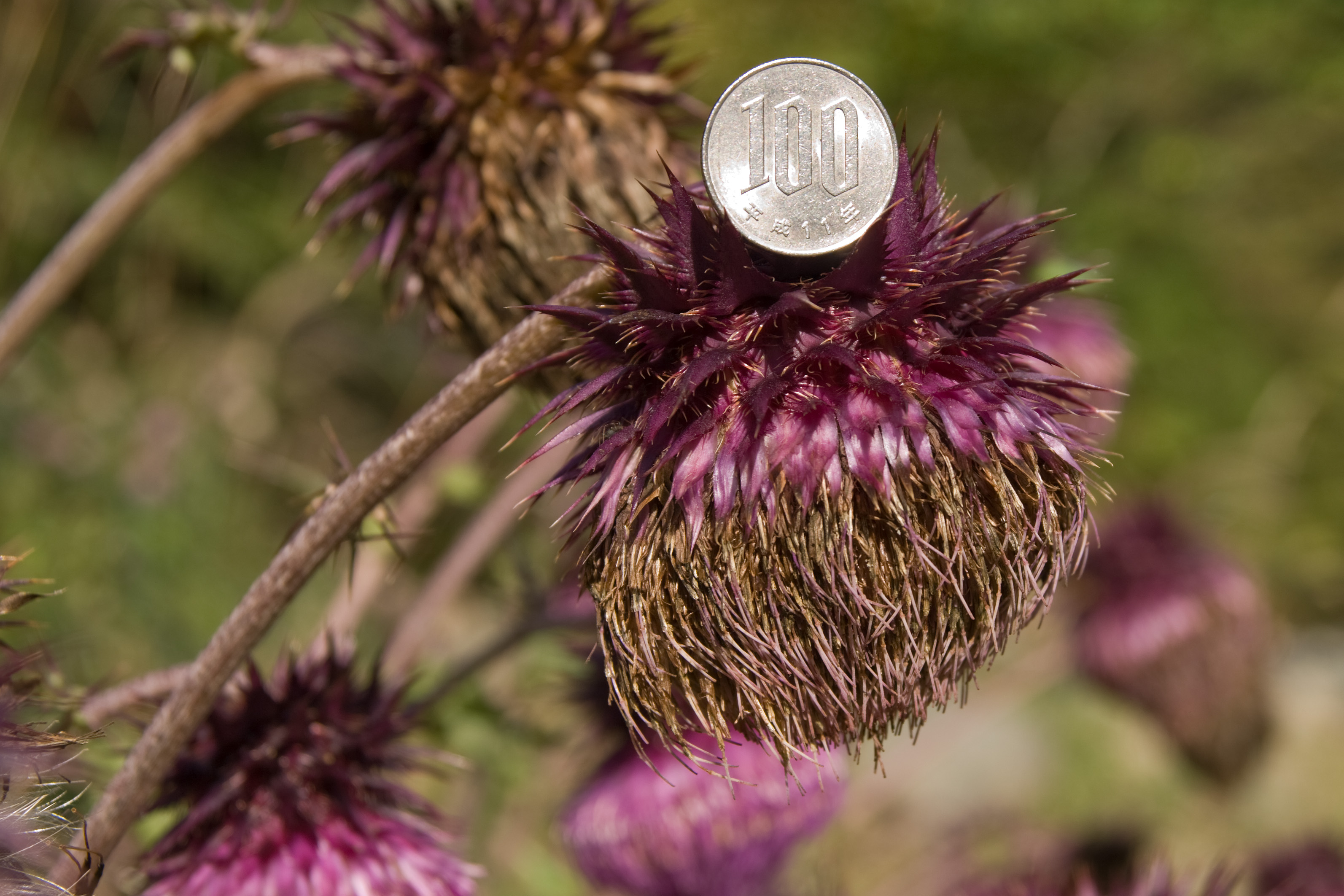
フジアザミの頭花と100円硬貨（右上写真と同個体・2009年10月）
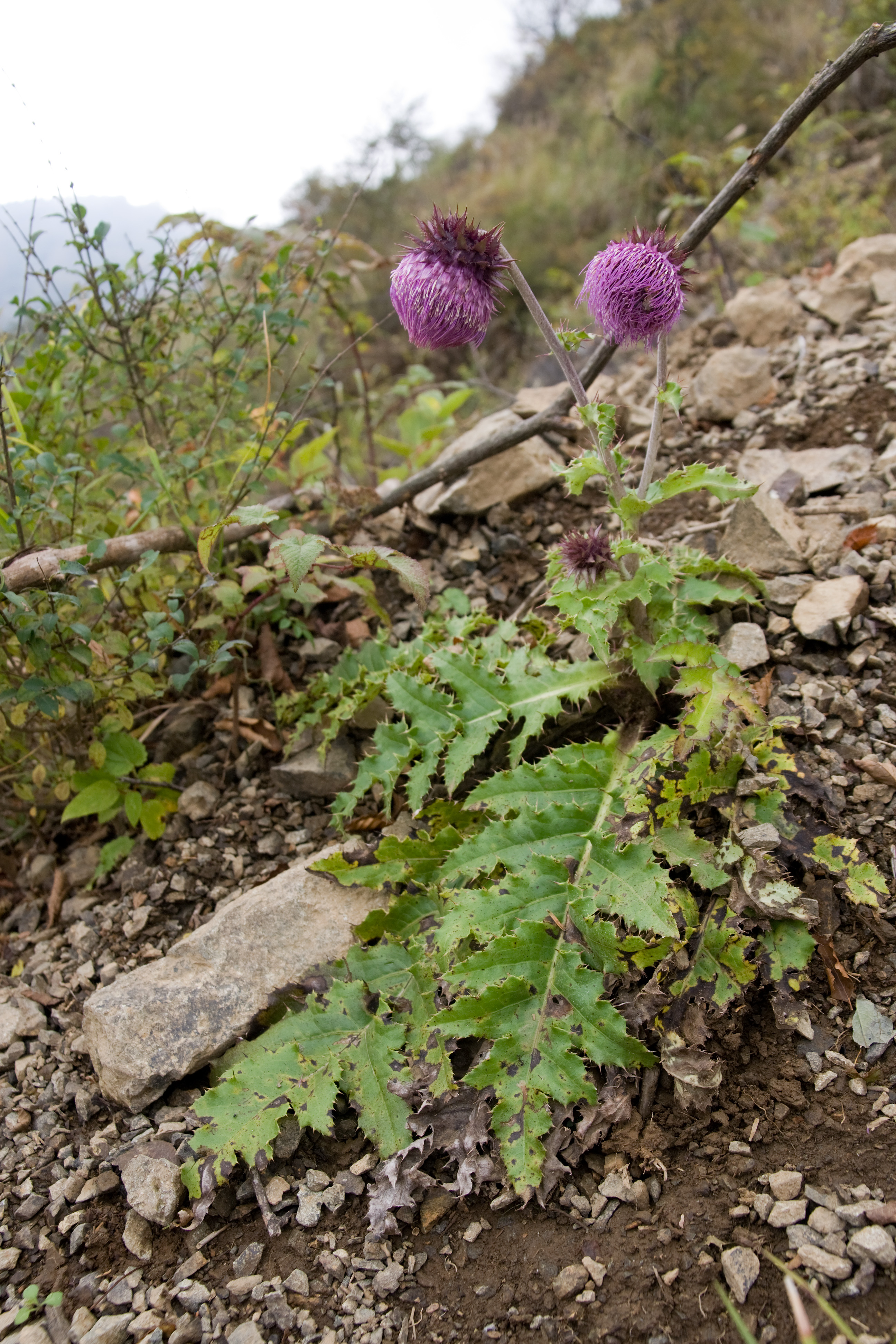
フジアザミ （2009年10月）
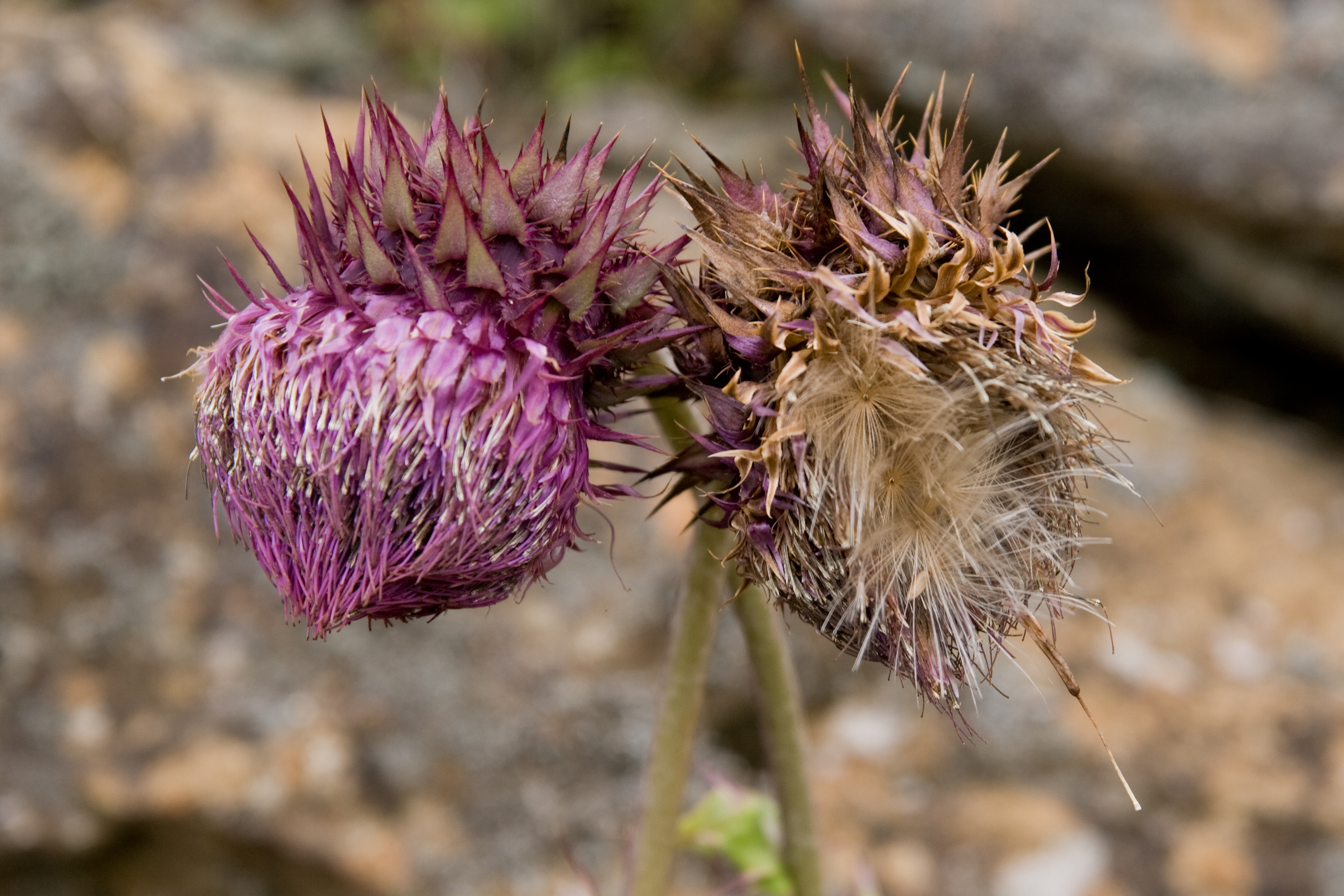
フジアザミの頭花と綿毛 （2009年10月）
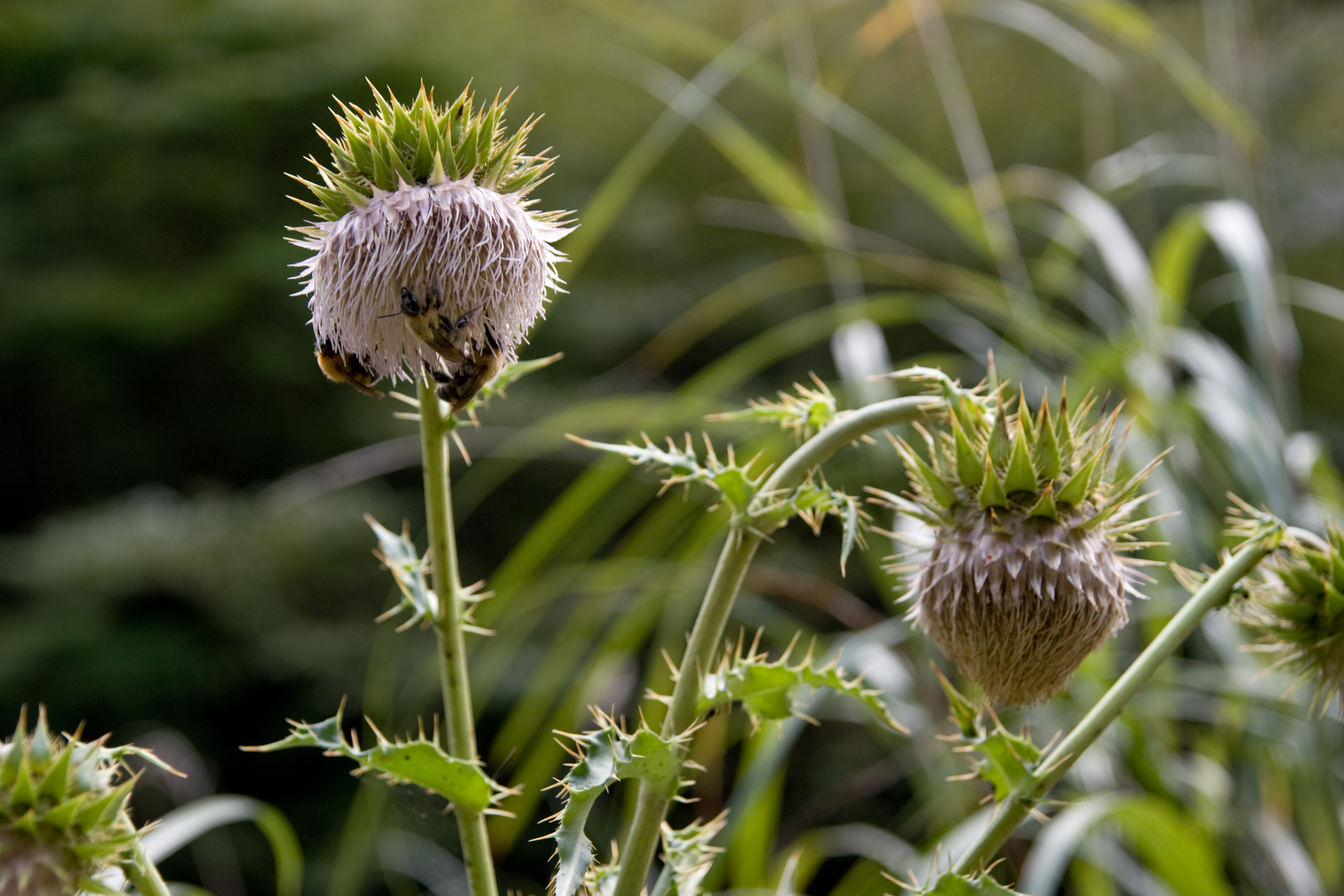
フジアザミの白花個体 （2009年10月）
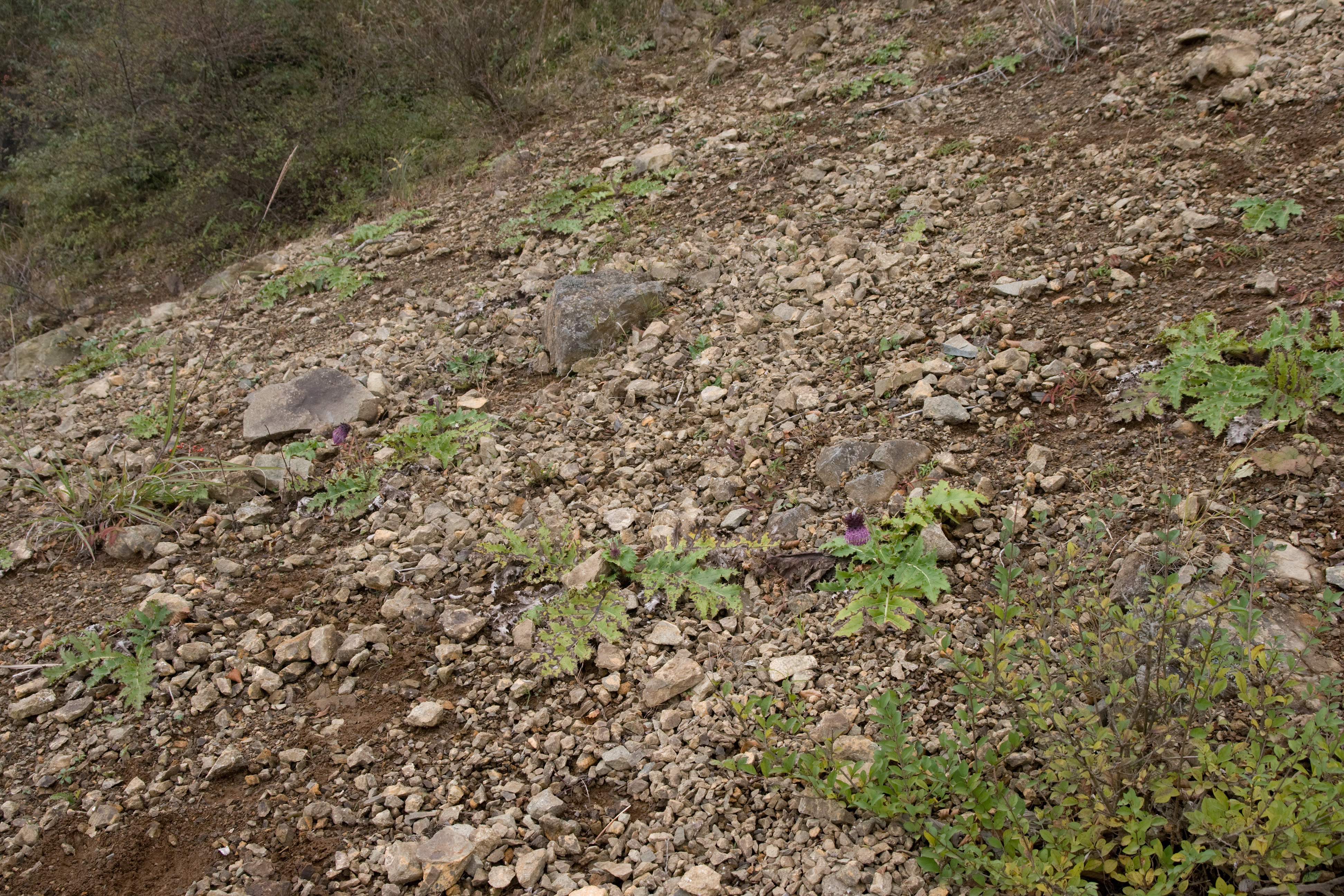
フジアザミの自生地 （天王寺尾根・2009年10月）